# Platyptilia
Platyptilia is een geslacht van vlinders uit de familie van de vedermotten (Pterophoridae).
De typesoort van het geslacht is Alucita megadactyla Denis & Schiffermüller, 1775 (=Alucita gonodactyla Denis & Schiffermüller, 1775)

## Soorten
- P. aarviki Gielis, 2008
- P. adusta Walsingham, 1880
- P. aeclodes Meyrick, 1902
- P. ainonis Matsumura, 1931
- P. albertae Barnes & Lindsey, 1921
- P. albicans Fish, 1881
- P. albifimbriata Arenberger, 2002
- P. albilobata Gielis, 2011
- P. albipunctella Fletcher, 1911
- P. albisignatula Strand, 1913
- P. amblysectis Meyrick, 1932
- P. amphiloga Meyrick, 1909
- P. archimedon Meyrick, 1938
- P. ardua McDunnough, 1927
- P. armeniaca Zagulajev, 1984
- P. arsenica Meyrick, 1921
- P. atrodactyla Pagenstecher
- P. barbarae Ustjuzhanin & Kovtunovich, 2010
- P. bella Yano, 1963
- P. benitensis Strand, 1913
- P. borbonica Viette, 1957
- P. bowkeri Kovtunovich & Ustjuzhanin, 2011
- P. brevirostris Walsingham, 1915
- P. bullifera Meyrick, 1918
- P. cacaliae Fletcher, 1920
- P. cahlcogastra Meyrick, 1921
- P. calamicola Meyrick, 1937
- P. calodactyla (Denis & Schiffermüller, 1775) - guldenroedevedermot
- P. campsiptera Meyrick, 1907
- P. carduidactyla Riley, 1869
- P. catharodactyla Gaj, 1959
- P. censoria Meyrick, 1910
- P. centralis Bigot, 1964
- P. citropleura Meyrick, 1907
- P. comorensis Gibeaux, 1994
- P. comstocki Lange, 1939
- P. corniculata Meyrick, 1913
- P. cretalis Meyrick, 1907
- P. charadrias Meyrick, 1885
- P. chondrodactyla Caradja, 1920
- P. daemonica Meyrick, 1932
- P. davisi Gielis, 1991
- P. deprivatilis Walker, 1864
- P. dimorpha Fletcher, 1910
- P. direptalis Walker, 1864
- P. donatella Walker, 1864
- P. dotina Walsingham
- P. dschambiya Arenberger, 1999
- P. eberti Gielis, 2003
- P. emissalis (Walker, 1864)
- P. empedota Meyrick, 1907
- P. enargota Durrant, 1915
- P. epidelta Meyrick, 1907
- P. epotis Meyrick, 1905
- P. eques Walsingham, 1891
- P. euctimena Turner, 1913
- P. euridactyla Zagulajev & Filippova, 1976
- P. exaltatus Zeller, 1867
- P. falcstalis Walker, 1864
- P. farfarellus (Zeller, 1867) - kleine kruiskruidvedermot
- P. ferruginea Walsingham, 1897
- P. forcipata Zeller, 1867
- P. fulva Bigot, 1964
- P. gatamaiyua Gielis, 2011
- P. gentiliae Gielis, 1991
- P. gondarensis Gibeaux, 1994
- P. gonodactyla Denis & Schiffermüller, 1775 - hoefbladvedermot
- P. gravior Meyrick, 1932
- P. grisea Gibeaux, 1994
- P. haemogastra Meyrick, 1926
- P. hedemanni Snellen, 1884
- P. heliastis Meyrick, 1884
- P. hokowhitalis Hudson, 1939
- P. humida Meyrick, 1920
- P. hypsipora Meyrick, 1916
- P. iberica Rebel, 1935
- P. ignifera Meyrick, 1907
- P. illustris Townsend, 1958
- P. implacata Meyrick, 1932
- P. inanis Caradja, 1920
- P. infesta Meyrick, 1934
- P. interpres Meyrick, 1922
- P. irakella Amsel, 1959
- P. isocrates Meyrick, 1924
- P. isodactylus (Zeller, 1852) - kruiskruidvedermot

- P. isoterma Meyrick, 1908
- P. jezoensis Matsumura, 1931
- P. johnstoni Lange, 1940
- P. kaijadoensis Gielis, 2011
- P. kasulua Gielis, 2011
- P. legrandi Bigot, 1962
- P. lithoxestus Meyrick, 1885
- P. longalis (Walker, 1864)
- P. lusi Ustjuzhanin, 1996
- P. macrornis Meyrick, 1930
- P. maligna Meyrick, 1913
- P. manchurica Buszko, 1977
- P. melanoschista Fletcher, 1940
- P. melitroctis Meyrick, 1924
- P. moerens Snellen, 1884
- P. molopias Meyrick, 1906
- P. montana Yano, 1963
- P. morophaea Meyrick, 1920
- P. mugesse Kovtunovich & Ustjuzhanin., 2014
- P. naminga Ustjuzhanin, 1996
- P. nemoralis Zeller, 1841 - moeraskruiskruidvedermot
- P. nigroapicalis Landry & Gielis, 1992
- P. nussi Gielis, 2003
- P. nyungwea Gielis, 2011
- P. ochrodactyla [Denis & Schiffermüller], 1775
- P. odiosa Meyrick, 1924
- P. omissalis Fletcher, 1926
- P. onias Meyrick, 1916
- P. pallidactyla Haworth, 1811
- P. patriarcha Meyrick, 1912
- P. pauliani Gibeaux, 1994
- P. pentheres Bigot, 1969
- P. percnodactyla Walsingham, 1880
- P. petila Yano, 1963
- P. peyrierasi Gibeaux, 1994
- P. philorectis Meyrick, 1926
- P. picta Meyrick, 1913
- P. postbarbata Meyrick, 1938
- P. postica Felder, 1875
- P. profunda Yano, 1963
- P. proterischna Meyrick, 1935
- P. pseudofulva Gibeaux, 1994
- P. pyrrhina Zeller, 1877
- P. resoluta Meyrick, 1937
- P. rhusiodactyla Fuchs, 1903
- P. rhyncholoba Meyrick, 1924
- P. romieuxi Gielis, 2009
- P. rufamaculata Gielis, 2011
- P. rwandae Gielis, 2011
- P. sabia Felder, 1875
- P. sabius (Felder & Rogenhofer, 1875)
- P. saeva Meyrick, 1930
- P. sciophaea Meyrick, 1920
- P. scutata Yano, 1961
- P. scutellaris Felder, 1875
- P. sedata Meyrick, 1932
- P. semnocharis Meyrick, 1932
- P. semnopis Meyrick, 1931
- P. shirozui Yano, 1965
- P. sinuosa Yano, 1960
- P. sochivkoi Kovtunovich & Ustjuzhanin, 2011
- P. sogai Gibeaux, 1994
- P. sordipennis Zeller, 1877
- P. spiculivalva Gielis, 1990
- P. stenoptiloides Philipjev, 1927
- P. stigmatica Felder, 1875
- P. strictiformis Meyrick, 1932
- P. suigensis Matsumura, 1931
- P. superscandens Fletcher, 1940
- P. teleacma Meyrick, 1932
- P. tesseradactyla (Linnaeus, 1761)
- P. thiosoma Meyrick, 1920
- P. thrasydoxa Meyrick, 1926
- P. thyellopa Meyrick, 1926
- P. toxochorda Meyrick, 1934
- P. triphracta Meyrick, 1932
- P. tshukotka Ustjuzhanin, 1996
- P. umbrigeralis Walker, 1864
- P. vesta Ustjuzhanin, 1996
- P. vigens Felder, 1875
- P. vilema Landry, 1993
- P. vinsoni Gibeaux, 1994
- P. violacea Gibeaux, 1994
- P. virilis Meyrick, 1916
- P. washburnensis McDunnough
- P. williamsii Grinnell, 1908
- P. zavattarii Hartig, 1953